# Лукинское-1
Лукинское-1 — деревня в Кирилловском районе Вологодской области.
Входит в состав Ферапонтовского сельского поселения, с точки зрения административно-территориального деления — в Ферапонтовский сельсовет.
Расстояние по автодороге до районного центра Кириллова — 27 км, до центра муниципального образования Ферапонтово — 5 км. Ближайшие населённые пункты — Балуево, Лещево, Филиппово, Лесово, Усково, Шишкино, Родино, Погорелка.
По переписи 2002 года население — 5 человек.